# Dimitri Le Boulch
Dimitri Le Boulch, né le 20 février 1989 à Paris dans le 10e arrondissement, est un coureur cycliste français. Professionnel de 2009 à 2014 au sein de l'équipe continentale BigMat-Auber 93, son palmarès comprend notamment des victoires obtenues lors de la Ronde du Pays basque, du GP Général Patton ou de la septième étape du Tour de Bretagne.

## Palmarès
- 2005
  - 2e du championnat de France sur route cadets
- 2007
  - Grand Prix Général Patton :
    - Classement général
    - 1re étape

  - Classement général du Grand Prix Rüebliland
  - Trio normand juniors (avec Anthony Delaplace et Fabien Taillefer)
  - 2e du championnat de France contre-la-montre juniors
  - 3e du Trophée Centre Morbihan
  - 3e du Giro della Lunigiana
  - 3e de la Coupe du monde UCI Juniors
- 2008
  - Prix de Bonneval
- 2010
  - 3e du Tour de Bretagne
- 2011
  - 10e du Tour de l'Avenir
- 2012
  - Ronde du Pays basque
  - 7e étape du Tour de Bretagne

## Classements mondiaux
| Année           | 2008 | 2009 | 2010 | 2011   | 2012 |
| --------------- | ---- | ---- | ---- | ------ | ---- |
| UCI Europe Tour | 903e |      | 542e | 1 222e | 595e |